# Pavussu
Pavussu är en kommun i Brasilien.   Den ligger i delstaten Piauí, i den östra delen av landet, 1 000 km nordost om huvudstaden Brasília. Antalet invånare är 3 666.
Omgivningarna runt Pavussu är huvudsakligen savann. Runt Pavussu är det mycket glesbefolkat, med 2 invånare per kvadratkilometer.